# ثيازوليدين
الثيازوليدين (بالإنجليزية: Thiazolidine)‏ هو مركب عضوي مُتغاير خُماسِيّ الحلقة مُشبع يحتوي مجموعتي أثير ثَيوليّ وأمين في الموقعين 1 و3 على التوالي. وهو مشابه بنيوي كَبْريتيّ للأكسازوليدين.
توجد العديد من المُركبات المُشتقّة منه والمعروفة باِسم الثيازوليدينات. كمثال، يحتوي الدواء بيوغليتازون حلقة ثيازوليدين؛ هو دواء يُسْتَطَب في حالة داء السكّري من النمط الثاني بهدف خفض سكر الدم، ويخفِّض مُستويات البروتين المتفاعل-C وثلاثي الغليسريد، وأيضًا يُخفِّض ضغط الدّم ويزيد مُستويات البرُوتينُ الشَّحْمِيُّ المُرْتَفِعُ الكَثافَة (HDL).دواء آخر يحتوي حلقة ثيازوليدين هو الصّاد الحيويّ بِنسِلين.
يُمكن تصنيع الثيازوليدينات بواسطة تفاعُل تكاثُف بين ثيول وألدهيد أو كيتون، وهو تفاعل عكوس. لذلك مُعظم الثيازوليدينات حَسّاسة تُجاه الحَلْمَهَة (شطر مركب بإقحام الماء) في المَحاليل المائيّة؛ وينتُج عن الحلمهة: ثيول وألدهيد أو كيتون، وهي المُركّبات الّتي صُنِّعَ مِنها.
يؤمِّن الثيازوليدين الحاوي على كيتونين (في الموقعين 2 و4) المجموعة الوظيفيّة للثيازوليدينديونات.